# Ariamnes makue
Ariamnes makue är en spindelart som beskrevs av Gillespie och Rivera 2007. Ariamnes makue ingår i släktet Ariamnes och familjen klotspindlar. Inga underarter finns listade i Catalogue of Life.